# Mutuo insegnamento
Il mutuo insegnamento, indicato anche come insegnamento reciproco, è un metodo didattico che risale quanto meno al Medioevo, ripreso da alcuni pedagogisti rinascimentali, come Castellino da Castello e Comenio. Tra la fine del XVIII e l'inizio del XIX secolo fu applicato in alcune scuole primarie per poveri dal pedagogista-pedagogo e filantropo inglese Joseph Lancaster e dal reverendo Andrew Bell, missionario in India. L'ha utilizzato anche don Milani nella scuola da lui formata a Barbiana nel 1954.

Con tale metodo, l'insegnamento del docente non viene impartito simultaneamente a tutti i discenti, ma inizialmente solo al gruppo dei discenti più capaci, individuati come ripetitori delle lezioni, che a loro volta trasmettono agli altri allievi (divisi in squadre o classi) quanto hanno appreso.
Il mutuo insegnamento fu presto applicato anche in Italia; ad esempio, nel 1819 da Carlo Cicognani e Pietro Bofondi fu fondata a Forlì una scuola di mutuo insegnamento; il metodo fu poi ripreso anche da Raffaello Lambruschini.
Oggi il metodo ritorna in quella che viene chiamata peer education

## Definizione di "mutuo insegnamento"
Interessante la definizione di «mutuo»: contratto tramite il quale una parte (mutuante) consegna all'altra (mutuatario) una quantità di denaro o di altre cose che fungono da tale; il mutuatario si impegna a restituire al mutuante ciò che aveva ricevuto nella stessa quantità, con i dovuti interessi.
Definizione di «insegnamento»: 
1. istruzione, ammaestramento, educazione; il fare apprendere ad altri una disciplina.
2. magistero; docenza; abilitazione all'insegnamento; dedicarsi all'insegnamento.
3. precetto; ammaestramento; tutto ciò che viene trasmesso dal docente al discente con lo scopo di ammaestrare, addestrare e istruire (es.gli insegnamenti di un maestro; trarre insegnamento dall'esperienza).

## Raffaello Lambruschini
Raffaello Lambruschini fu promotore di un'importante opera educativa nella Toscana granducale, nell'ambito del gruppo Viesseux. Le sue teorie pedagogiche si diffusero in fretta, ottenendo il sostegno di insigni studiosi di altri stati italiani. 
In Toscana personaggi come Pietro Thouar e il pedagogista Enrico Mayer, figure di rilievo della cultura pedagogica granducale, diedero un contributo notevole alla nascita di un'istruzione scolastica basata sull'attuazione di coerenti programmi pedagogici. Nel 1833 la Società di mutuo insegnamento bandì un concorso che prevedeva la pubblicazione di un libro di lettura educativo per i ragazzi; infatti, un anno prima il Vieusseux aveva proposto a Mayer che fossero pubblicati libri elementari adatti all'istruzione dei ragazzi. Nel 1836 fu premiato dalla Commissione concorsuale, presieduta da Gino Capponi, il libro "Giannetto" di Alessandro Luigi Parravicini, che ebbe un grande successo, in quanto in Italia era molto avvertita la necessità di istruire i ragazzi e la popolazione.

## Federico Confalonieri
Il metodo del mutuo insegnamento fu adottato in molte scuole italiane agli inizi dell'Ottocento. In Lombardia Federico Confalonieri fu un grande sostenitore di questo nuovo ed efficace modo di fare scuola, tanto che ne elogiò i vantaggi sul famoso giornale “Il Conciliatore”. Il sistema scolastico concepito come "molti alunni e pochi maestri" risultava vantaggioso per le scuole più povere, dove il numero dei maestri era esiguo rispetto agli alunni, in quanto coinvolgeva nell'insegnamento i discenti più preparati in qualità di sottomaestri (monitori).

## Suddivisione in classi
Si articolava in tre momenti fondamentali: 1) divisione della scuola in più classi; 2) scelta dei monitori; 3) lavoro simultaneo in tutte le classi negli stessi locali e negli stessi momenti.
- Ogni classe partiva dal livello più semplice per andare al più complesso, dal facile al difficile, fino a giungere a livelli di apprendimento superiori.
- Il maestro aveva il compito di dirigere la scuola, di formare e collocare le classi, di assegnare le lezioni e di promuovere le classi superiori.
- I monitori (di lettura, di scrittura, di aritmetica) si dedicavano al vero e proprio insegnamento delle discipline, mentre gli altri monitori si occupavano dell'andamento della scuola, degli ordini e del controllo generale della disciplina.
- I comandi e gli ordini determinavano i movimenti sottesi a regole ben precise.
- L'apprendimento era stimolato con punizioni non corporali e con premi. Per il rigore che le caratterizzava, queste scuole furono tacciate di inquadratura militare e accusate di attuare un vero e proprio addestramento.

## Notizie recenti
Non si può parlare di mutuo insegnamento senza ricordare l'esperienza di don Lorenzo Milani (1923-1967), sacerdote ed educatore, nonché fondatore della scuola di Sant'Andrea di Barbiana, dove realizzò il primo esempio di scuola a tempo pieno per ragazzi provenienti dalle classi popolari e mise in pratica alcuni dettami del mutuo insegnamento. 
La sua breve vita fu dedicata completamente alla realizzazione di progetti di riforma scolastica e alla difesa della libertà di coscienza, come si può apprendere dalle opere “Esperienze Pastorali”, “Lettera ad una professoressa”e “L'obbedienza non è più una virtù”. Il suo famoso libro “Lettera ad una professoressa” è ricordato ancora oggi, a distanza di 40 anni, per la sua novità rivoluzionaria riguardante un ruolo diverso dell'educatore e, soprattutto, per la denuncia della natura classista e discriminatoria della scuola italiana di allora e di oggi. A suo tempo scelse di seguire un'idea forte, cioè quella di usare come unico mezzo di comunicazione le lettere inviate a conoscenti e a giornali e riviste; optò di far scrivere i testi ai ragazzi stessi, non per evitare la censura ecclesiastica - nel caso li avesse scritti lui - ma per incidere sulle menti e le coscienze di coloro che erano preposti all'educazione e alla formazione delle nuove generazioni. Alla base di “Lettera ad una professoressa” è la bocciatura di due allievi della scuola di Barbiana che erano andati a Firenze a sostenere gli esami da privatisti per la maturità magistrale. Fu un vero colpo per la scuola di don Lorenzo, poiché in dieci anni di attività non era mai accaduto che venissero respinti studenti; anzi, fino a quel momento si erano verificate brillanti promozioni proprio di allievi preparati dai due giovani bocciati.